# Jindřich Paseka

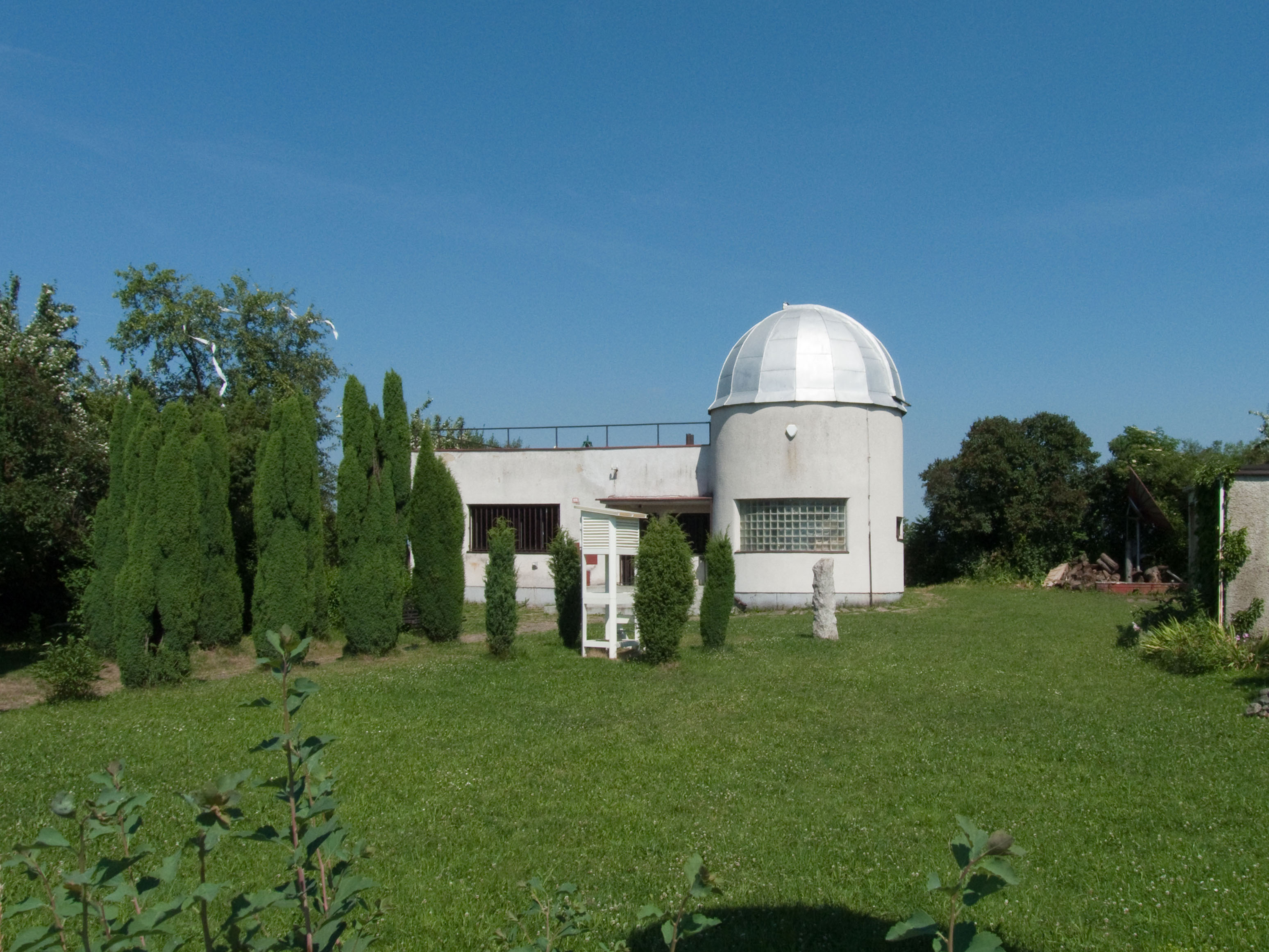
Budova hvězdárny ve Vlašimi v okrese Benešov

Jindřich Paseka (15. července 1928 – 7. července 2005) byl český bylinkář, lidový léčitel a psychotronik. Mezi jeho žáky se řadí bylinkář, diagnostik a léčitel Bohumil Jukl působící v Praze a v Sádku u Polčiky; bylinkář a léčitel Břetislav Nový a bylinkář Pavel Váňa.

## Život
Začátkem roku 1948 sloužil dvacetiletý Jindřich Paseka na československých státních hranicích, ale po únoru 1948 byl zatčen, obviněn z politického deliktu a odsouzen na 12 let odnětí svobody. Po odpykání sedmi let trestu byl omilostněn. Původním povolání byl klempíř, pracoval jako lakýrník a zásobovač. Svoje neobvyklé schopnosti u sebe Jindřich Paseka objevil při hledání vody (proutkaření) ve 30 letech svého věku. Svoje neobvyklé schopnosti považoval za Boží dar a postupně je kultivoval.
Ve Svratouchu na Vysočině, kde prožil většinu svého života, působil od roku 1969, také se zde oženil a měl tu i svoji léčitelskou praxi. Diagnózy a bioenergetické působení byly Pasekovy dominantní léčitelské atributy. Diagnózy svých pacientů byl údajně schopen určit až s 80% úspěšností za použití virgule ve tvaru silné ocelové pružiny. Při léčebném působení bioenergií na pacienty používal Jindřich Paseka nilský kříž, který držel v ruce. Jindřich Paseka působil léčitelsky i distančně („na dálku“).
Každé pondělí večer (společně se čtenáři měsíčníku Regenerace) spoluvytvářel mentální „Kruh naděje“.
V 70 letech 20. století byl poradcem v otázkách životosprávy pro tehdejšího prezidenta Československé republiky Ludvíka Svobodu.  Léčitelsky pomáhal i některým hercům a politicky či společensky významným osobnostem (kardinál František Tomášek, Lubomír Štrougal, prezident Ludvík Svoboda, herečka Helena Růžičková, Jana Brejchová, herec Jaromír Hanzlík, ...) Svoje diagnostická zjištění předával i lékařům a po sametové revoluci v roce 1989 začal svoje léčebné postupy i publikovat. (Jindřich Paseka byl přispěvatelem do časopisu Meduňka.)
V roce 1990 odešel do starobního důchodu a ve Svratouchu na Vysočině se dále věnoval výlučně léčitelské praxi. Za svoje služby nepožadoval peníze. Dárky, které mu jeho vděční pacienti věnovali, povětšinou rozdal. U jeho domu se tvořily fronty osob, kterým bez oddechu pomáhal (průměrně diagnostikoval asi 100 lidí denně; spal prý jen asi 3 hodiny denně).
Byl pravidelnou osobností na vlašimských seminářích O mezních otázkách astronomie, které navštěvoval od roku 1992. Poslední jeho návštěva ve Vlašimi se uskutečnila v roce 2004. Od roku 2003 už nekouřil (původně byl silný kuřák, cca 60 cigaret denně), bojoval s rakovinou plic. Zemřel ve věku 77 let na celkové vyčerpání organismu.

## Vlastnosti
Jindřich Paseka byl díky rodinné výchově velice skromný a hluboce věřící člověk se silným zájmem (a poměrně značným objemem znalostí) o historii. Oplýval prý i jasnovidnými schopnostmi.

## Dokumentární film
V roce 1987 dokončil tehdy začínající režisér Zdeněk Podskalský mladší svůj dokumentární film – ročníkovou práci na FAMU. Film s názvem Legenda pojednával o lidovém léčiteli Jindřichu Pasekovi. V době vzniku dokumentárního filmu Legenda patřil v Československu Jindřich Paseka do trojice velmi známých lidových léčitelů, jimiž byli: páter František Ferda za Sušice a Božena Kamenická alias „Bába z Radnic“. Podskalského film byl promítnut na FAMU a v roce 1988 na semináři O mezních otázkách astronomie, jenž byl pořádán na hvězdárně ve Vlašimi.